# Robert Atkinson
Pour les articles homonymes, voir Robert Atkinson (homonymie) et Atkinson.
Robert d'Escourt Atkinson (11 avril 1898 - 28 octobre 1982) est un astronome, un physicien et un inventeur britannique.
Dans les années 1930, il fut parmi les premiers à proposer l'idée selon laquelle l'abondance relative des éléments chimiques dans l'univers est liée à des processus thermonucléaires à l’œuvre dans les étoiles. Il reçut pour cette idée la médaille Eddington de la Royal Astronomical Society en 1960.
En 1937, il devint directeur adjoint de l'observatoire royal de Greenwich.
Il a également donné son nom à l'astéroïde (1827) Atkinson.